# Stade de l'Étoile rouge
Le stade Rajko Mitić (en serbe cyrillique : Стадион Црвена звезда, et en serbe latin : Stadion Crvena zvezda), anciennement appelé le stade de l'Étoile rouge, et surnommé le « Marakana », est un stade omnisports situé à Belgrade, la capitale de Serbie.
Il est principalement utilisé pour le football avec les rencontres de l'Étoile rouge de Belgrade et de l'Équipe de Serbie de football. 
En 2018, il a été cité par l'UEFA parmi les trois meilleures pelouses en Europe, lors des premières rencontres de la Ligue des champions.

## Histoire
Le stade doit sa construction au succès de l'Étoile rouge de Belgrade, « club de la jeunesse » fondé en 1945 avec l'appui du régime naissant. Cinq fois vainqueur du Championnat de Yougoslavie dans les années 1950, l'Étoile rouge souffre de la vétusté de son stade, le SK Jugoslavija Stadion, construit en 1927 et dont la capacité est limitée à 30 000 places, la moitié du stade du grand rival du FK Partizan.
Le SK Jugoslavija Stadion est détruit en 1959 pour faire place à la nouvelle enceinte, baptisée simplement Stadion Crvena zvezda en français : « stade de l'Étoile rouge ». Le premier match à y être organisé, le 1er septembre 1963, est une rencontre de championnat opposant l'Étoile rouge et le NK Rijeka, devant 55 000 spectateurs, malgré le chantier en cours. La fin des travaux, en 1964, porte la capacité totale du stade à près de 110 000 places, ce qui lui vaut d'être surnommé Marakana en référence au célèbre stade brésilien du Maracanã, situé à Rio de Janeiro,.
Le record d'affluence au Crvena zvezda est probablement observé lors de la demi-finale de la Coupe d'Europe des vainqueurs de coupes le 23 avril 1975 entre l'Étoile rouge et Ferencváros avec 96 070 places vendues et près de 110 000 spectateurs dans les tribunes.

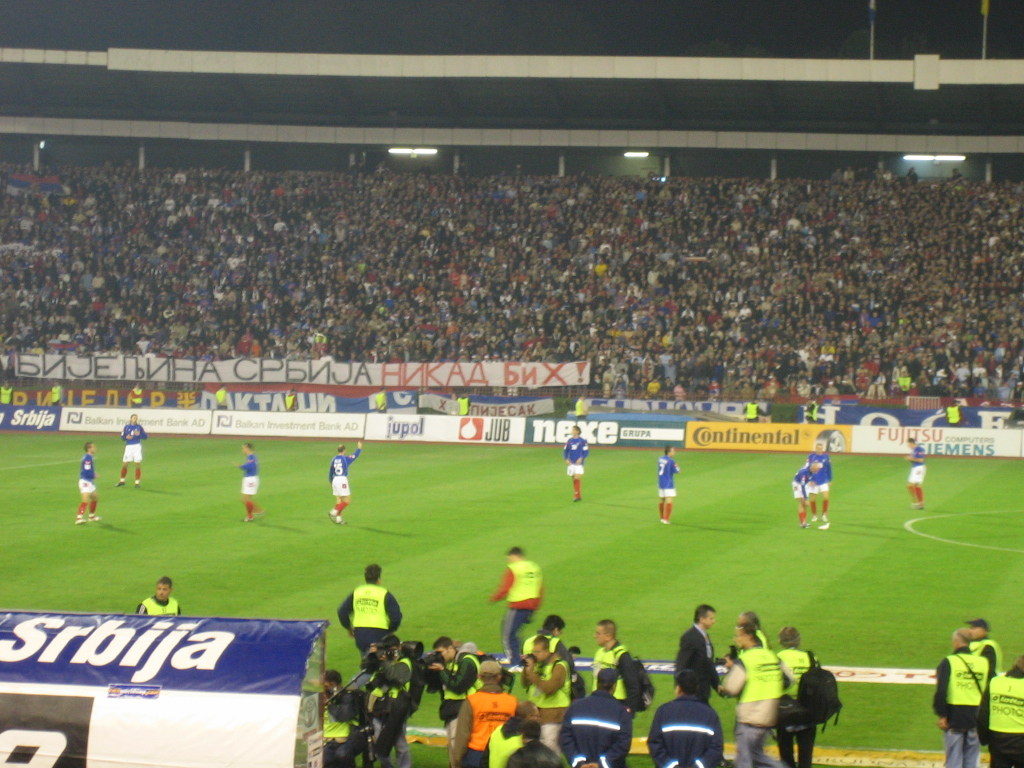
Match de la Serbie en 2005.

Parmi les matchs historiques du stade, on trouve la finale de Coupe d'Europe des clubs champions en 1973 (disputée devant 91 564 spectateurs), remportée par l'Ajax contre la Juventus, la demi-finale du championnat d'Europe des nations de 1976, perdue en prolongation par la Yougoslavie face à l'Allemagne de l'Ouest, et la finale de la même compétition remportée par la Tchécoslovaquie aux dépens des Allemands, marquée par le fameux pénalty d'Antonín Panenka.
Pour répondre aux critères de sécurité et de confort de l'Union des associations européennes de football (UEFA), la capacité du stade est progressivement réduite dans le courant des années 1990. Dans les années 2000, la capacité du stade est réduite à environ 55 538 places,.
En 2014, le Bureau Directeur de l'Étoile Rouge de Belgrade décide de renommer le stade en Stade Rajko Mitić , en hommage au légendaire attaquant puis entraîneur décédé en 2008.

## Conception architecturale
Ce stade a la particularité d'être en grande partie enterré sous le niveau du sol, le site de construction ayant été excavé.

## Atmosphère duMarakana
Le Marakana est considéré comme le stade d'Europe avec la plus "chaude ambiance" et avec les supporters d'Europe les plus virulents,, d'où le nom de "l'Enfer du Marakana". Pour retrouver cette ambiance, il faut un grand match tel qu'un derby avec le club FK Partizan, ou encore un match Européen de haute volée. Chaque match commence par l'arrivée dans le couloir rouge, pour atteindre la pelouse, des joueurs visiteurs qui doivent traverser un long tunnel souterrain passant sous les tribunes du virage des supporters, avec des murs entièrement peints en rouge, et dans une ambiance très lourde, ce qui rend souvent les équipes visiteurs dans une situation peu rassurante et donc de stress ,. Une fois sur le terrain, les joueurs se retrouvent juste en face des supporters car la sortie, contrairement aux autres stades en général, ne se trouve pas au centre mais à côté du virage des supporters de l’Étoile rouge. Cette atmosphère très pesante profite souvent au club depuis 2017, qui n'a pas perdu à domicile après avoir reçu les clubs d'Arsenal, du CSKA Moscou en League Europa en 2017, de Liverpool et de Naples en Ligue des Champions en 2018, alors que le club perd le plus souvent lorsqu'il joue à l'extérieur,.

## Événements
- Finale de la Coupe des clubs champions européens 1972-1973 (Ajax-Juventus), 30 mai 1973
- Une demi-finale et la finale de l'Euro 76 de football.
- Universiade d'été 2009, 1-12 juillet 2009